# Bitwa o Carentan
Bitwa o Carentan – bój pomiędzy siłami Armii Stanów Zjednoczonych i niemieckiego Wehrmachtu, stoczony w dniach 10–14 czerwca 1944 r. podczas kampanii normandzkiej we francuskim mieście Carentan i okolicach.
Celem atakujących sił amerykańskich była konsolidacja przyczółków utworzonych w dniu lądowania na plażach Utah i Omaha oraz ustanowienie jednolitej linii obronnej przeciwko spodziewanym kontratakom nieprzyjaciela. Broniące się siły niemieckie próbowały utrzymać miasto wystarczająco długo, aby umożliwić dotarcie posiłkom z południa, zapobiec połączeniu alianckich przyczółków, a także powstrzymać amerykańską 1 Armię przed atakiem na drogę Lessay-Périers, który odciąłby niemieckie oddziały na półwyspie Cotentin od reszty swoich wojsk.
Carentan było bronione przez dwa bataliony ze składu 6 Pułku Strzelców Spadochronowych (Fallschirmjäger) z 2 Dywizji Spadochronowej oraz dwa Ost-bataliony. 17 Dywizja Grenadierów Pancernych SS „Götz von Berlichingen”, wysłana z zadaniem wzmocnienia obrony Carentan, została opóźniona w drodze z powodu braku wystarczających środków transportu oraz ciągłych ataków alianckich samolotów. Atakująca 101 Dywizja Powietrznodesantowa, która wylądowała na spadochronach w nocy z 5 na 6 czerwca w ramach amerykańskiego desantu powietrznego w Normandii, otrzymała rozkaz zajęcia Carentan.
W nadchodzącej bitwie 101 Dywizja Powietrznodesantowa wybiła przejście przez groblę do Carentan 10 i 11 czerwca. Brak amunicji zmusił siły niemieckie do wycofania się następnego dnia. 17 Dywizja SS kontratakowała 13 czerwca. Początkowo odnoszący sukcesy, niemiecki kontratak został ostatecznie odrzucony przez czołgi amerykańskiej 2 Dywizji Pancernej.

## Tło sytuacyjne

### Operacja Overlord
6 czerwca 1944 r. alianci rozpoczęli masową i długo przygotowywaną inwazję na Normandię. Spadochroniarze 101 Dywizji Powietrznodesantowej wylądowali za plażą Utah, aby zablokować niemieckie posiłki przed atakiem na flankę amerykańskiego VII Korpusu podczas wykonywania jego głównego zadania, jakim było zdobycie portu w Cherbourgu. Piechota szybowcowa wylądowała za pomocą szybowców i statków w dniach 6 oraz 7 czerwca.
Scalenie amerykańskich przyczółków na plażach Utah i Omaha było celem sił desantowych już w dniu lądowania, ale nie zostało osiągnięte z powodu silnego oporu na plaży Omaha. Co więcej, wywiad aliancki ocenił, że trzy niemieckie dywizje przygotowują się, aby wbić klin pomiędzy przyczółki. Najwyższy Dowódca Sił Sprzymierzonych, gen. Dwight Eisenhower, przeprowadził inspekcję wojsk na plaży Omaha 7 czerwca, po czym nakazał „skoncentrować wszystkie wysiłki” na połączeniu przyczółków.
Gen. Omar Bradley, dowódca amerykańskich sił lądowych, nakazał zmianę pierwotnego planu taktycznego tak, aby najwyższym priorytetem jego wojsk było zjednoczenie przyczółków poprzez zajęcie Isigny i Carentan. VII Korpus otrzymał miał zająć się drugim z tych celów. 101 Dywizji Powietrznodesantowej, stacjonującej najbliżej miasta, przydzielono „jedyne zadanie – zdobyć Carentan”.

### Geografia
Carentan to miasto portowe położone w Normandii w północnej Francji, w dolinie rzeki Douve u podstawy półwyspu Cotentin. W czasie II wojny światowej ludność cywilna Carentan liczyła około 4 tys. mieszkańców. Cztery główne autostrady w regionie i linia kolejowa zbiegają się w tym mieście, łącząc Cherbourg na północnym zachodzie, Bayeux i Caen na wschodzie, Saint-Lô na południowym wschodzie oraz Coutances na południowym zachodzie. Nad miastem górują niewysokie wzgórza na południowym zachodzie i południowym wschodzie, które podczas bitwy znajdowały się pod kontrolą Niemców. Pozostałe trzy podejścia do Carentan otaczają cieki wodne: rzeka Douve na zachodzie i północy, terasa zalewowa na północnym wschodzie oraz kanał Vire-Taute na wschodzie. Niemcy zalali większą część równiny zalewowej rzeki Douve przed inwazją, co spowodowało, że tereny podmokłe stały się nieprzejezdne dla pojazdów i trudne do przejścia przez piechotę. Podobną taktykę stosował kiedyś Napoleon Bonaparte w tym samym miejscu.
Autostrada z Saint-Côme-du-Mont przecinała równinę zalewową na wąskiej grobli o długości 2 km, której brzegi wznosiły się na wysokość 2-3 stóp nad bagnami. Wzdłuż grobli nad Douve i kilkoma jej dopływami rozciągały się cztery mosty. Siły atakujących w tym zupełnie odsłoniętym terenie mogły znaleźć schronienie tylko po okopaniu się na pochyłym wschodnim brzegu grobli. Wycofując się z Saint-Côme-du-Mont, Niemcy wysadzili most nr 2 na grobli i część nasypu kolejowego.

## Porównanie sił
Carentan było bronione przez dwa bataliony 6 Pułku Strzelców Spadochronowych ze składu 2 Dywizji Strzelców Spadochronowych, dowodzonej przez płk. Friedricha von der Heydte, oraz resztki 1058 Pułku Grenadierów Pancernych z 91 Dywizji Spadochronowej. Obie jednostki wycofały się z pobliskiego Saint-Côme-du-Mont 8 czerwca, kiedy wieś została zajęta przez 101 Dywizję Powietrznodesantową. 2. i 3. batalion 6 Pułku Strzelców Spadochronowych były nadal nietknięte jako formacje bojowe, ale już 3. batalion 1058 Pułku Grenadierów Pancernych został praktycznie unicestwiony w ciągu trzech dni walki i nie przedstawiał prawie żadnej wartości bojowej.
Niemiecki LXXXIV Korpus wzmocnił 6 Pułk Strzelców Spadochronowych dwoma Ost-batalionami i garstką ocalałych z 914 Pułku Grenadierów Pancernych ze składu 352 Dywizji Piechoty, którzy przeżyli klęskę pod Isigny 9 czerwca. Dowódca Grupy Armii B feldmarsz. Erwin Rommel rozkazał von der Heydte bronić miasta „do ostatniego człowieka”. Dowódca spadochroniarzy ustawił mało wartościowe Ost-bataliony wzdłuż kanału Vire-Taute, aby bronić nimi łatwiejszego odcinka na wschodzie. 2. batalion 6 Pułku Strzelców Spadochronowych umieścił po drugiej stronie grobli, a 3. batalion okopał się, aby obronić podejść z północy.
17 Dywizja Pancerna SS stacjonująca w Thouars, pozostająca dotychczas w odwodzie OKW, ale bez czołgów i odpowiednich środków transportu, została rozkazem z dnia 7 czerwca przeniesiona do Normandii. Wymarsz opóźniły jednak niedobory ciężarówek i ataki samolotów alianckich, które zniszczyły mosty nad Loarą i utrudniły ruch kolejowy. Elementy dywizji dotarły do Angers 9 czerwca i do Saint-Lô 10 czerwca, kiedy głównym zmartwieniem Rommla było już zapobieżenie atakowi Amerykanów na zachód od Carentan w celu odcięcia półwyspu Cotentin. 38 Pułk Pancerny ze składu 17 Dywizji utworzył mobilną grupę bojową, aby oprzeć się atakom amerykańskiego V Korpusu na południe od Isigny, tymczasem 37 Pułk Pancerny wysłano do Carentan.
101 Dywizja Powietrznodesantowa skonsolidowała swoje siły w Normandii 9 czerwca. Trzy pułki spadochronowe (501, 502 i 506) zostały bardzo rozproszone podczas zrzutów, tracąc w rezultacie znaczną liczbę zabitych i zaginionych, a także poniosły dalsze straty podczas zdobywania Saint-Côme-du-Mont. 327 Pułk Piechoty Szybowcowej wylądował w dużej części na plaży Utah dzień po inwazji (7 czerwca) i nie licząc 3. batalionu, musiał jeszcze podjąć na miejscu poważną walkę. Kilka jednostek z 327 Pułku zeszło z pokładu morskiego statku transportowego w dniu inwazji. Pluton przeciwpancerny ze składu kompanii dowodzenia 327 Pułku wylądował we Francji na szybowcach.
2 Dywizja Pancerna, część V Korpusu, zbliżyła się do plaży Omaha, aby wesprzeć natarcie 175 Pułku Piechoty z 29 Dywizji Piechoty na Isigny. Jej szpica bojowa, składająca się z czołgów średnich M4 Sherman 2. batalionu 66 Pułku Pancernego oraz piechoty 3. batalionu 41 Pułku Piechoty Zmotoryzowanej, była dostępna jako rezerwa sił pancernych dla 101 Dywizji Powietrznodesantowej.

## Bitwa
9 czerwca 101 Dywizja Powietrznodesantowa zakończyła konsolidację, z 502 Pułkiem Piechoty Spadochronowej strzegącym prawej flanki wzdłuż górnego biegu rzeki Douve, 506 Pułkiem Piechoty Spadochronowej rozmieszczonym na autostradzie Carentan oraz 327 Pułkiem Piechoty Szybowcowej po lewej na pozycjach wzdłuż rzeki Douve naprzeciwko wsi Brévands. 501 Pułk był rezerwą dywizji i pilnował lewej flanki na wschód od 327 Pułku.
Patrole i rozpoznanie z powietrza w Carentan wskazały, że miasto może być lekko bronione, opracowano więc plan zdobycia go manewrem okrążającym z dwóch stron, wykorzystując 502 Pułk po prawej i 327 Pułk po lewej, zaplanowanym do wykonania zaraz po północy 10 czerwca. Następnie zadaniem 502 Pułku byłoby przekroczenie mostów i zdobycie wzgórz na południowy zachód od miasta wzdłuż autostrady do Périers (z najwyższym Wzgórzem 30), aby zablokować odwrót sił wroga. 327 Pułk miał przeprawić się przez Douve w Brévands, pójść łukiem około 2 km na wschód i wejść na główną drogę na zachód od Isigny, aby zająć miasto.

### Linia Purpurowego Serca, 10 czerwca

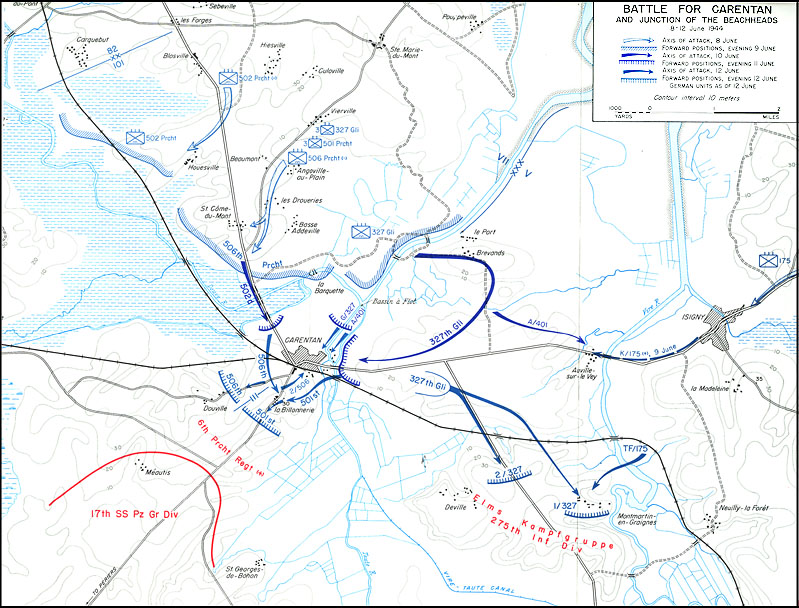
Schemat ataku na Carentant

Idący na czele ataku 3. batalion 502 Pułku pod dowództwem ppłk. Roberta Cole’a zauważył, że zniszczony przez Niemców most nr 2 wciąż nie został naprawiony, a saperzy i inżynierowie przydzieleni do tego zadania zostali przygnieceni ogniem dział 88 mm. Cole wysłał oficera sztabowego, por. Ralpha B. Gehaufa z patrolem na drugą stronę rzeki w małej łódce. Dotarli oni do ostatniego mostu, gdzie zostali zablokowani przez bramę belgijską. Żołnierze byli w stanie odepchnąć przeszkodę tylko na 18 cali. Patrol znalazł się wkrótce pod krzyżowym ogniem z moździerzy i karabinów maszynowych; ostatecznie powrócił o godz. 5:30, kiedy atak został przełożony. Najsilniejszy ostrzał wydawał się pochodzić z dużego domu gospodarskiego (49°18′44,6″N 1°15′37,2″W/49,312389 -1,260333) i żywopłotu na podniesionym terenie 230 metrów na prawo od autostrady za mostem nr 4.
O godz. 1:45 1. batalion 327 Pułku zaczął przeprawę nad dolnym biegiem rzeki Douve, a do 6:00 pod osłoną artylerii przekroczył ją cały pułk. 1. batalion poniósł straty od bratobójczego ognia ze strony amerykańskich moździerzy podczas przeprawy na pontonach. Niektóre pododdziały przepłynęły rzekę wpław. Po dotarciu do wschodniego brzegu, we wczesnych godzinach dziennych Amerykanie zdobyli Brévands i rozpoczęli przemieszczanie się na południowy zachód w kierunku miejscowości Catz. 1. batalion atakował po południowej stronie autostrady Isigny, a 2. batalion po północnej. Szczególnie ciężkie straty odnotowano w kompanii G, która szła na czele 2. batalionu podczas zbliżania się do Carentan. Wykrwawiona kompania G została przeniesiona pod rozkazy 3. batalionu 327 Pułku jako rezerwa. Kompania A z 327 Pułku opuściła kolumnę i pomaszerowała na wschód w kierunku Auville-sur-le-Vey, aby połączyć się z 29 Dywizją Piechoty. 327 Pułk nie spotkał się z poważniejszym oporem ze strony wroga, dopóki nie zbliżył się do mostów na kanale Vire-Taute na wschód od Carentan o godz. 18:00. Przeszedł do ataku z dwoma batalionami w linii i do północy utrzymywał wschodni brzeg.
Most nr 2 na rzece Douve nadal nie został naprawiony, gdy w południe wrócił 3. batalion 502 Pułku. Spadochroniarze użyli dostępnych materiałów inżynieryjnych do skonstruowania zaimprowizowanych kładek i rozpoczęli atak wkrótce po godz. 13:00. Przesuwając się pojedynczo po grobli, naprzemiennie kucając i czołgając się, szpica 400-osobowego batalionu dotarła do mostu nr 4 około 16:00. Pod ostrzałem artyleryjskim i moździerzowym, a chwilę potem również pod ogniem snajperów i karabinów maszynowych, ofiary wśród żołnierzy 3. batalionu 502 Pułku stawały się coraz liczniejsze. Ich atak zakończył się, ale nie ponoszone straty, kiedy o godz. 23:30 atak dwóch nisko lecących niemieckich bombowców nurkujących Ju 87 Stuka zabił 30 żołnierzy i całkowicie wyeliminował kompanię I z dalszej walki. Bardzo liczne ofiary w szeregach 3. batalionu, szacowane na 67% jego pierwotnej siły, spowodowały, że przydomek Linia Purpurowego Serca (ang. Purple Heart Lane), od nazwy amerykańskiego odznaczenia wręczanego za rany odniesione na polu walki, przyjął się na trwałe dla tej części autostrady z Carentan do Sainte-Mère-Église.

### Szarża Cole’a, 11 czerwca

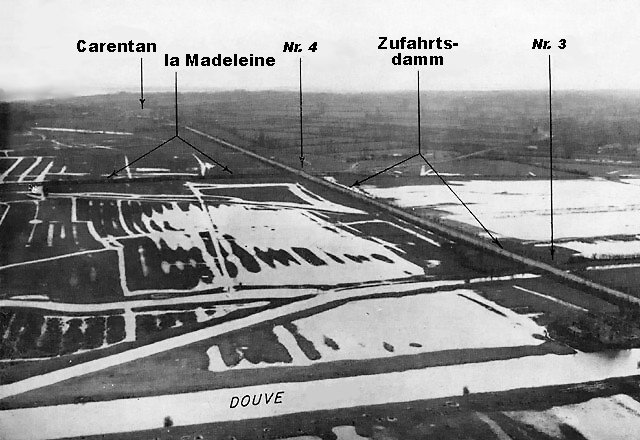
Droga do Carentan

W nocy niemiecki ostrzał ucichł. Kompania H wkradła się przez otwór w bramie belgijskiej, nie ponosząc żadnych strat. O godz. 4:00 kompania G i kompania dowodzenia podążyły za nią, używając autostrady jako osłony po obu stronach. Zwiadowcy prawie dotarli do strategicznie położonego domu gospodarskiego o poranku, kiedy zostali unicestwieni przez niemiecki ogień z bliskiej odległości. Pułkownik Cole natychmiast wezwał wsparcie artylerii, ale nieprzyjacielski ostrzał nie ustawał. O godz. 6:15, używając zasłony dymnej do ukrycia się przed wzrokiem przeciwnika, ppłk Cole nakazał swojemu adiutantowi, majorowi Johnowi P. Stopka, przekazać batalionowi, że ten będzie musiał wziąć szturmem niemieckie pozycje, aby je wyeliminować.
Za pomocą gwizdka Cole zasygnalizował rozpoczęcie ataku, po czym poprowadził szarżę na bagnety, która zmiażdżyła obrońców w okrutnej walce na krótkim dystansie, za co Cole został później odznaczony Medalem Honoru. Na początku tylko niewielka część batalionu, około 20 ludzi, zaatakowała, ale Stopka szybko poderwał za nią do walki jeszcze 50 żołnierzy. Atak nabrał impetu, gdy inni spadochroniarze obserwowali go i widząc jego postępy, dołączyli do natarcia, przekraczając rów. Po zajęciu opuszczonego przez obrońców domu gospodarskiego, żołnierze kompanii H znaleźli wielu niemieckich spadochroniarzy okopanych wzdłuż żywopłotu tuż za nim. Kompanie H i G w krótkiej i gwałtownej walce zabiły ich granatami ręcznymi i bagnetami, kosztem wielu strat we własnych szeregach.
Ci, którzy przeżyli z 3. batalionu 502 Pułku, utworzyli pozycje obronne i poprosili 1. batalion o kontynuowanie ataku. Jednak batalion ppłk. Patrica F. Cassidy' ego również poniósł ciężkie straty od ognia moździerzowego i mógł jedynie wzmocnić linię obrony żołnierzy Cole’a, zajmując pozycje od stanowiska dowodzenia 3. batalionu w domu gospodarskim do autostrady. Podczas dwugodzinnego zawieszenia broni trwającego od południa, do godz. 14:00, w czasie którego siły amerykańskie próbowały negocjować z Niemcami w sprawie zebrania ciał z pola walki, kompania C 502 Pułku przeniosła się z mostu nr 4 na pola uprawne. Kompania A 502 Pułku przesunęła się tuż za Kompanię C i rozszerzyła swoją linię na autostradzie. Po południu walki na polach uprawnych przybrały wyjątkową intensywność i odbywały się na bardzo bliskim dystansie, z siłami amerykańskimi i niemieckimi walczącymi po przeciwnych stronach tego samego żywopłotu.
Z wyjątkiem zawieszenia broni w południe, które niemieccy spadochroniarze wykorzystali również na uzupełnianie zapasów i reorganizację, siły amerykańskie przez cały dzień odpierały powtarzające się kontrataki. Ostatni z nich omal nie pokonał 3. batalionu 502 Pułku, zdobywając wszystkie jego pozycje oprócz ostatniego żywopłotu pomiędzy nim a rzeką Douve. Oficer artylerii towarzyszący ppłk. Cole’owi, który dał radę skontaktować się z dowództwem pomimo zakłóceń w przekazie radiowym, wezwał ostrzał artyleryjski VII Korpusu tak blisko własnych pozycji, że zginęło od niego kilku Amerykanów. Jednak przytłaczająca siła pięciominutowej nawały artyleryjskiej powstrzymała ostatni niemiecki kontratak i zmusiła wroga do wycofania się.
Patrole z 327 Pułku odkryły częściowo zniszczoną kładkę nad kanałem Vire-Taute w miejscu, w którym łączy się on z Douve, na północny wschód od miasta. Most został naprawiony do godz. 10:00, a kompania G z 2. batalionu i kompania A z 3. batalionu przekroczyła i zaatakowała zalesione brzegi terasy zalewowej, lecz podobnie jak siły 502 Pułku, atakujący zostali zatrzymani ok. jednego kilometra od Carentan przez karabiny maszynowe i moździerze, których amerykańska artyleria nie była w stanie uciszyć.
Niemiecki 6 Pułk Strzelców Spadochronowych, prawie bez amunicji, wycofał się w nocy, pozostawiając tylko nieliczną tylną straż jako osłonę. Zrzut zapasów w zasobnikach spadochronowych przez samoloty Luftwaffe tej nocy spadł aż 11 km na południowy zachód od wyznaczonej strefy zrzutu i nie mógł pomóc obrońcom. Idąca im z odsieczą 17 Dywizja Pancerna SS pod dowództwem gen. Wernera Ostendorffa, będąca w drodze do Carentan od dnia inwazji aliantów, została ponownie opóźniona przez atak lotniczy i brak paliwa. Do zmroku 11 czerwca tylko kilka elementów dywizji dotarło do miejsc zgrupowania niemieckich spadochroniarzy.

### Zdobycie Carentan, 12 czerwca

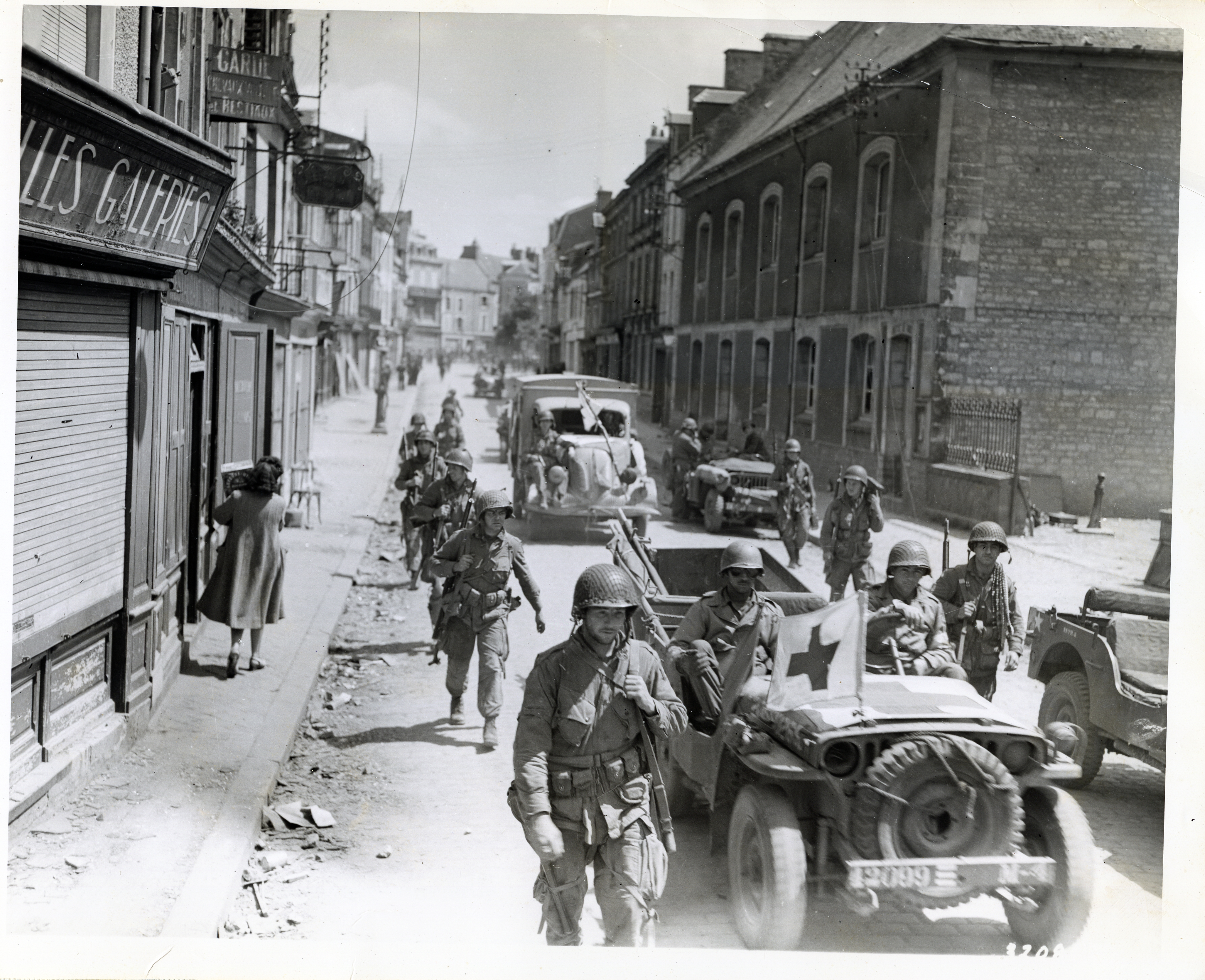
Wojska amerykańskie w wyzwolonym Carentan

Aby ostatecznie zdobyć miasto, gen. Courtney Hodges z amerykańskiej 1 Armii utworzył grupę pod dowództwem gen. Anthony' ego McAuliffe' a, która miała skoordynować ostateczny atak. Zadanie zdobycia Wzgórza 30 zostało przydzielone 506 Pułkowi, atak 327 Pułku wzdłuż terasy zalewowej miał być wznowiony, a 501 Pułk został zluzowany z pozycji obronnych, aby przejść za pozycjami 327 Pułkiem i podejść do Wzgórza 30 od wschodu. Ruchy wojsk odbywały się pod osłoną całonocnego ostrzału artyleryjskiego w wykonaniu baterii dział okrętowych, artylerii korpusu, moździerzy oraz niszczycieli czołgów M10, które dołączyły do 327 Pułku wzdłuż wschodniej części kanału Vire-Taute.
Dwa bataliony z 506 Pułku po zmroku zeszły z grobli Carentan, minęły 2. batalion 502 Pułku o godz. 2:00 w nocy 12 czerwca i maszerowały w kierunku Wzgórza 30 poprzez wieś La Billonnerie, którą zdobyły do godz. 5:00. 1. batalion zajął pozycje obronne zwrócone na południe przez autostradę, a 2. batalion otrzymał rozkaz ataku na miasto w kierunku północnym. 501 Pułk przeniósł się w nocy na pozycje za 327 Pułkiem, przekroczył kanał i dotarł do Wzgórza 30 o godz. 6:30.
O godz. 6:00 rano Carentan zostało zaatakowane z północy przez 1. batalion 327 Pułku, a od południa przez 2. batalion 506 Pułku. Obie jednostki napotkały ostrzał z karabinów maszynowych ze strony niemieckiej ariergardy, a 2. batalion był również sporadycznie ostrzeliwany przez artylerię na południe od Carentan. Mimo to oba bataliony szybko pokonały tylną straż przeciwnika w krótkiej walce w pobliżu dworca kolejowego i ruszyły oczyszczać ulice obsadzone przez siły niemieckie, po czym spadochroniarze spotkali się o 7:30 w centrum miasta. 1. batalion 506 Pułku prowadził w tym samym czasie znacznie cięższą walkę na południe od miasta, kiedy musiał ratować stanowisko dowodzenia płk. Roberta Sinka, otoczone przez Niemców, ponieważ w ciemności zostało przesunięte zbyt daleko w kierunku linii nieprzyjaciela.
Po południu 506 i 501 Pułk ruszyły na południowy zachód, ale po przebyciu niespełna kilometra zostały zatrzymane przez nowe przybyłe jednostki niemieckie, w tym kilka czołgów. 17 Dywizja Pancerna SS szykowała się do kontrataku, aby odzyskać Carentan, ale jej działa szturmowe StuG IV zostały zatrzymane już w miejscach koncentracji przez ataki lotnictwa aliantów. Zamiast natychmiastowego kontrnatarcia, jednostki niemieckiej piechoty zmechanizowanej okopały się poniżej miasta i walczyły ze spadochroniarzami aż do zmroku.

### Krwawa Grań, 13 czerwca

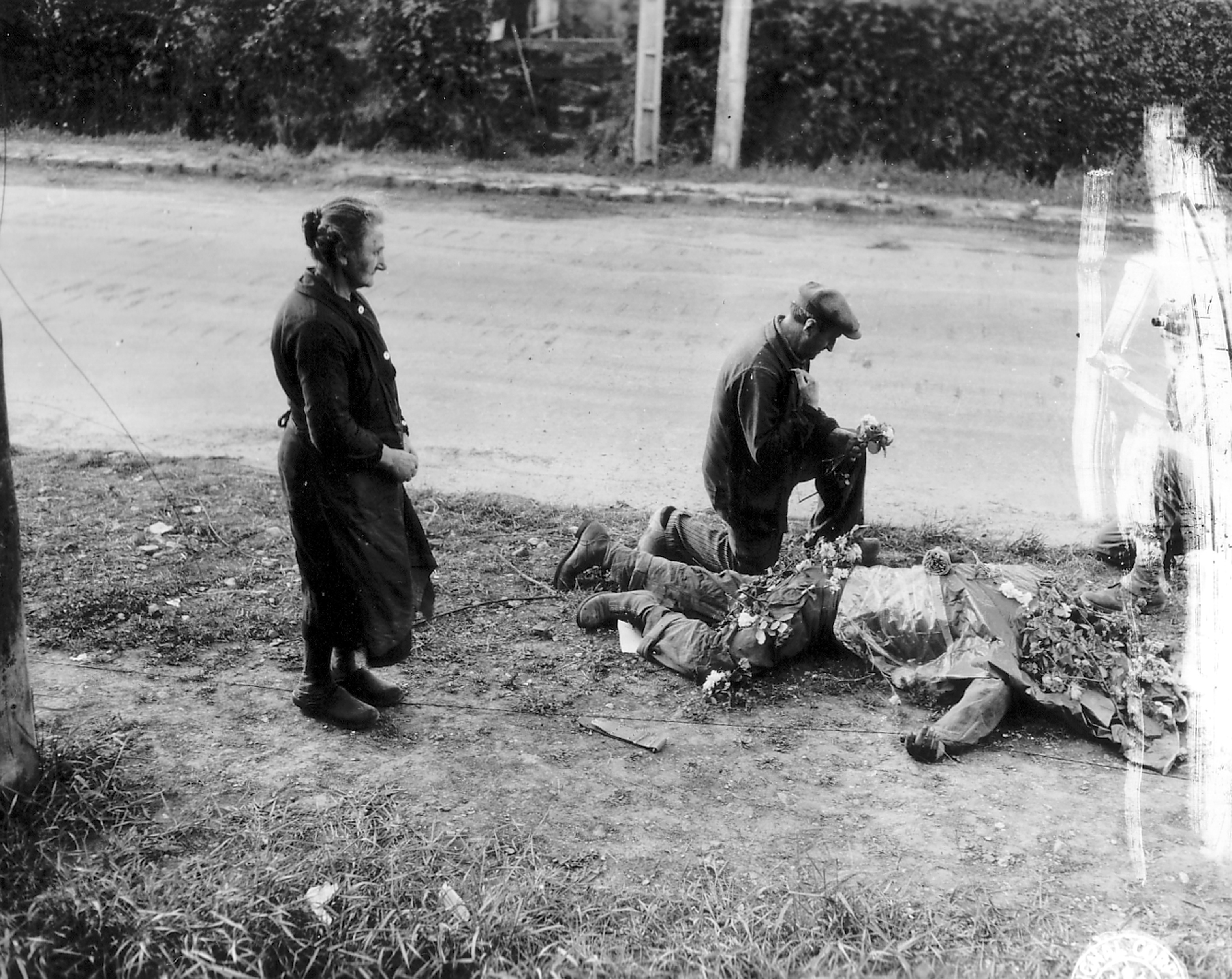
Miejscowi Francuzi składają kwiaty na ciałach poległych amerykańskich żołnierzy w Carentan

O świcie 13 czerwca 101 Dywizja Powietrznodesantowa miała zaatakować niemieckie linie, kiedy sama została zaatakowana przez czołgi i działa szturmowe. Dwa bataliony 37 Pułku Pancernego SS, wspierane przez 17 Batalion Pancerny SS i 3. batalion 6 Pułku Strzelców Spadochronowych uderzyły mocno w pozycje 501 Pułku po lewej stronie amerykańskiej obrony, który wycofał się pod silnym naporem niemieckiego uderzenia. Kompanie D i F z 506 Pułku po prawej stronie ustąpiły niedługo po nich. Przed południem szpica niemieckiego kontrataku znalazła się 500 metrów od Carentan. Jednak kompania E z 506 Pułku, dowodzona przez por. Richarda D. Wintersa, oparła prawą flankę o nasyp kolejowy i utrzymała swoją pozycję. Wzmocniona przez 2. batalion 502 Pułku, zajmujący pozycje po jego prawej stronie, kompania E spowolniła niemiecki atak do czasu, aż amerykańskie czołgi mogły przybyć z odsieczą.
W odpowiedzi na ostrzeżenie z systemu Ultra o groźbie i rozmiarze niemieckiego kontrataku gen. Bradley skierował 2 Dywizję Pancerną, dowodzoną przez gen. Maurice' a Rose' a do Carentan o godz. 10:30. Kilka minut po 14:00 amerykańskie czołgi rozpoczęły odsiecz, wspierane przez samobieżne haubice M7 Priest 14 Batalionu Artylerii Pancernej. Jedna grupa zadaniowa czołgów i piechoty zmotoryzowanej popędziła drogą do Baupte w rejonie stacjonowania 2. batalionu 506 Pułku, gdzie odparła główny niemiecki kontratak. Druga grupa zadaniowa odepchnęła siły niemieckie wzdłuż autostrady Périers, zadając im ciężkie straty w ludziach i sprzęcie. 2 Dywizja Pancerna, a następnie 502 Pułk Piechoty Spadochronowej przesunęły się o 2 km na zachód od pozycji wyjściowych.
Odparcie niemieckiego kontrataku na Wzgórze 30 zostało nazwane przez ocalałych spadochroniarzy bitwą o Krwawą Grań (ang. Battle of Bloody Gulch).

## Następstwa
Zdecydowane zwycięstwo Amerykanów w bitwie o Carentan dopełniło zamierzonego planu połączenia przyczółków na plażach Utah i Omaha – choć stało się to osiem dni po planowanym przed inwazją terminie. Dzięki zjednoczeniu sił i odcięciu niemieckich oddziałów na półwyspie Cotentin, Amerykanie mieli teraz otwartą drogę na Cherbourg. Jedno z największych miast portowych w północnej Francji zostało zajęte 30 czerwca, ale przed kapitulacją resztek garnizonu Niemcy zdążyli sabotować wszystkie instalacje portowe, przez co zdobyte miasto stawało się dla aliantów bezużyteczne.
101 Dywizja Powietrznodesantowa z powodu strat poniesionych w czasie lądowania i bitwy o Carantan została wycofana do Anglii w celu reorganizacji. Ponownie weszła do walki dopiero we wrześniu, podczas operacji Market Garden. Ocalali niemieccy Fallschirmjägers z 2 Dywizji Spadochronowej wkrótce znaleźli się w Breście, gdzie bronili się do kapitulacji miasta w połowie września. Ich towarzysze broni z 17 Dywizji Grenadierów Pancernych SS w tym samym czasie ginęli w kotle Falaise, który zakończył kampanię normandzką decydującym zwycięstwem sił Sprzymierzonych.

## Upamiętnienie
Bitwa o Carentan została utrwalona w jednym z odcinków serialu Kompania braci (ang. Band of Brothers), przedstawiającym w szczególności rolę kompanii E z 506 Pułku. Więcej wątków z tej bitwy ukazano w grze komputerowej Brothers in Arms: Road to Hill 30, której fabułę oparto na szlaku bojowy, 101 Dywizji Powietrznodesantowej w Normandii. W grze Hell Let Loose utworzone zostały dwie mapy upamiętniające bitwę („Aleja Purpurowych Serc” oraz „Carentan”).